# Panzer General 3D: Assault
Panzer General 3D: Assault è un videogioco di strategia a turni (con mappa 3D ed unità in 2D), ambientato durante la seconda guerra mondiale nel Mediterraneo e in Europa sul fronte occidentale, sviluppato da Strategic Simulations e distribuito il 31 agosto 1999 in America e in Europa uscì nel 2000.
Questo è il terzo titolo della serie Panzer General, dopo Panzer General e Panzer General II, sviluppati anch'essi dalla stessa casa di sviluppo.

## Modalità di gioco
Ci sono varie campagne (missioni in sequenza) per il gioco in singolo, relative ad alcuni generali: degli alleati e dei tedeschi.
Inoltre sono forniti alcuni scenari di battaglie poi utilizzabili soltanto per il gioco in gruppo con posta elettronica e-mail.

## Prequel
- Panzer General
- Allied General
- Pacific General
- People's General
- Panzer General II

## Sequel
- Panzer General III: Scorched Earth
- Panzer General: Allied Assault
- Panzer General: Allied Assault board game